# Anne-Marie Palli
Anne-Marie Palli, née le 18 avril 1955 à Ciboure (Pyrénées-Atlantiques), est une golfeuse professionnelle dans les années 1970, 1980, 1990 et 2000.
Issue d'une famille de golfeurs, elle obtient dans sa jeunesse de probants résultats. Après une trentaine de titres nationaux et internationaux amateurs, elle passe professionnelle en 1978. Apres deux victoires sur le WPGT group Fore, elle rejoint le circuit américain du LPGA Tour en septembre 1979. Après deux saisons, elle perd sa carte et retourne sur le WPGT group Fore. En 1982, elle y remporte neuf tournois et devient la #1 du circuit avec plus de 20000 dollars de gains. Un record pour l'époque. En janvier 1983, elle remporte les cartes d'accès au LPGA et le 6 mars 1983, elle remporte le Samaritan Turquoise Classic, devenant la première professionnelle française et européenne à remporter un tournoi de la LPGA. 
En 2000, avec 24 autres Légendes de la LPGA, toutes vainqueurs de tournois, elles créent un circuit pour les plus de 45 ans. Dénommé Women Senior Golf Tour, il prend le nom de The Legends Tour puis en 2021,The Legends of thé LPGA. Année où elle fait son entrée au Legends of the LPGA Hall of Fame. 
En 2016, elle remporte le trophée Simone Thion de la Chaume, Open International Senior Féminin qui s'est disputé en France au golf de Chantaco, St Jean de Luz, entre 1999 et 2019.
En 2024, Anne Marie Palli fait partie des joueuses les plus âgées du Legends Tour. Cela ne l'empêche pas de disputer l'US Women Senior Open et le Senior LPGA Championship. 

## Palmarès

### Victoires professionnelles
| N° | Date       | Circuit principal | Tournoi                     | Score        | Par  | Marge   | Finaliste    |
| -- | ---------- | ----------------- | --------------------------- | ------------ | ---- | ------- | ------------ |
| 1  | 1982       | -                 | Dodger Pines Ladies Classic |              | -    |         |              |
| 2  | 06/03/1983 | LPGA              | Samaritan Turquoise Classic | 68-69-6=205  | - 14 | 7 coups | Lynn Adams   |
| 3  | 14/06/1992 | LPGA              | ShopRite LPGA Classic       | 69-69-69=207 | - 6  | Playoff | Laura Davies |